# Флавиен Сено
Флавиен Сено (на френски: Flavien Senaux) е католически свещеник, успенец.

## Биография
Ноел-Луи-Франсоа Сено е роден на 24 декември 1882 г. в град Безие, в департамента Еро, Франция. От 1895 г. до 1898 г. учи в семинарията в градчето Мирибел-лез-Eшел, в департамента Изер. След това две години е послушник в монашеската мисия на успенците в Гемерт, Холандия, където приема монашеското име Флавиен.
През есента на 1900 г. заминава за Цариград. Там дава вечните си обети на 17 септември 1901 г. и учи философия. През 1908 г. започва да учи теология в Йерусалим, където е ръкоположен за свещеник на 9 юли 1911 г. През учебната 1911 – 1912 г. се дипломира по теология в Рим. През 1912 – 1914 г. преподава в мисията на успенците в Цариград, а през 1914 – 1915 г. във френския колеж „Свети Августин“ в Пловдив. По време на Първата световна война 1915 – 1919 г. той е санитар. През 1919 г. е назначен за директор на колежа в Цариград.
През 1924 г. се връща отново в Пловдив, където е директор на колежа от 1925 г. до 1934 г. По това време колежът обучава около 600 ученика. По времето на пребиваването си в България се сприятелява с монсеньор Анджело Ронкали – Апостолически делегат в България, българския общественик Недко Каблешков и др.
През 1934 г. е назначен за регионален ръководител на мисията на успенците в Румъния, а през 1937 г. със задача да изгради регионална семинария заминава за град Чанчун, в областта Манджурия, днес в Китай.
През 1948 г. е принуден да се завърне във Франция. Започва са служи в енорията в Лорг, където умира на 23 октомври 1967 г.